# Lynn Flewelling
Œuvres principales
- Le Royaume de Tobin

Lynn Flewelling, née le 20 octobre 1958 à Presque Isle dans le Maine, est une écrivaine américaine de fantasy, auteur de deux séries, Nightrunners (en) et Le Royaume de Tobin (The Tamír Triad), mais aussi de livres pour enfants. Elle est diplômée de l'université du Maine.

## Œuvres

### SérieNightrunners
1. Les Maîtres de l'ombre, Mnémos, 2008 ((en) Luck in the Shadows, Bantam Spectra, 1996)Réédition, Bragelonne, 2010
2. Les Traqueurs de la nuit, Bragelonne, 2010 ((en) Stalking Darkness, Bantam Spectra, 1997)
3. La Lune des traîtres, Bragelonne, 2011 ((en) Traitor's Moon, Bantam Spectra, 1999)
4. Le Retour des ombres, Bragelonne, 2012 ((en) Shadows Return, Bantam Spectra, 2008)
5. La Route blanche, Bragelonne, 2018 ((en) The White Road, Bantam Spectra, 2010)
6. Le Coffre des âmes, Bragelonne, 2018 ((en) Casket of Souls, Bantam Spectra, 2012)
7. Les Éclats du temps, Bragelonne, 2018 ((en) Shards of Time, Bantam Spectra, 2014)

### SérieLe Royaume de Tobin
Les trois tomes de l'édition en langue anglaise ont été scindés en six tomes pour l'édition française mais ensuite réédités en version intégrale par les éditions J'ai lu.
1. Le Royaume de Tobin : L'Intégrale 1, J'ai lu, 2011 ((en) The Bone Doll's Twin, Bantam Spectra, 2001)
  1. Les Jumeaux, Pygmalion, 2004
  2. Les Années d'apprentissage, Pygmalion, 2004
2. Le Royaume de Tobin : L'Intégrale 2, J'ai lu, 2012 ((en) Hidden Warrior, Bantam Spectra, 2003)
  1.  L'Éveil du sang, Pygmalion, 2004
  2.  La Révélation, Pygmalion, 2006
3. Le Royaume de Tobin : L'Intégrale 3, J'ai lu, 2012 ((en) The Oracle's Queen, Bantam Spectra, 2006)
  1.  La Troisième Orëska, Pygmalion, 2007
  2.  La Reine de l'Oracle, Pygmalion, 2008

### Récits
- Letter To Alexi in Prisoners of the Night, 1995
- Raven's Cut in Assassin Fantastic anthology, Martin Greenberg and Alex Potter, ed. DAW books.
- The Complete Nobody's Guide to Query Letters in Speculations, 1999, reprinted on SFWA website and in The Writer's Guide to Queries, Pitches and Proposals by Moira Allen, Allsworth Press (2001)
- Perfection in Elemental: The Tsunami Relief Anthology: Stories of Science Fiction and Fantasy, Steven Savile and Alethea Kontis, ed, TOR Books, 2006.

### Recueil de nouvelles
- (en) Glimpses, Three Crow, 2010Ensemble de petites nouvelles sur l'univers de Nighrunners, avec des scènes avant, et pendant la série. Le recueil se compose de cinq nouvelles et de nombreuses illustrations de fans